# رامفرد (مین)
رامفرد(به انگلیسی: Rumford) شهری در ایالت مین کشور ایالات متحده آمریکا است که جمعیت آن در سرشماری سال ۲۰۱۰ میلادی، ۴٬۲۱۸ نفر بوده‌است.